# Großer Preis von Belgien 1976
Der Große Preis von Belgien 1976 (offiziell XXXIV Grote Prijs van Belgie) fand am 16. Mai auf dem Circuit Zolder in Zolder-Terlaemen statt und war das fünfte Rennen der Automobil-Weltmeisterschaft 1976.

## Berichte

### Hintergrund
Zwei Wochen nachdem der Sieger des Großen Preises von Spanien, James Hunt, vorläufig disqualifiziert worden war, trat ein nur unwesentlich verändertes Teilnehmerfeld zum fünften WM-Lauf der Saison im belgischen Zolder an.
Tyrrell stattete erstmals beide Stammfahrer mit dem sechsrädrigen P34 aus, nachdem Jody Scheckter in Spanien noch mit dem konventionellen 007 an den Start gegangen war. Unterstützt durch einen eigenen Hauptsponsor erhielt Guy Edwards ein Cockpit in einem zweiten Werks-Hesketh. Bei RAM Racing erhielt Patrick Nève die Gelegenheit, als Gaststarter an seinem Heimrennen teilzunehmen.

### Training
Das Training wurde zum wiederholten Mal von den beiden Ferrari-Piloten Niki Lauda und Clay Regazzoni dominiert. Die zweite Startreihe bildeten Hunt und Patrick Depailler vor Vittorio Brambilla und Jacques Laffite.
Unter den drei Piloten, die die Qualifikation für das auf 26 Fahrzeuge limitierte Starterfeld verfehlten, befanden sich mit Emerson Fittipaldi und Jacky Ickx zwei ehemalige Grand-Prix-Sieger.

### Rennen
Lauda übernahm sofort die Führung und gab sie bis ins Ziel nicht mehr ab. Hunt konnte kurzzeitig den zweiten Platz einnehmen. Es stellte sich jedoch schnell heraus, dass die Ferrari an diesem Wochenende nur schwer zu schlagen waren. In der sechsten Runde eroberte Regazzoni den zweiten Platz zurück und sicherte dem Team einen souveränen Doppelsieg.
Spannung kam durch den Kampf um den dritten Platz auf, der zunächst zwischen Laffite, Hunt und Depailler ausgetragen wurde. Die Positionen der drei Kontrahenten wechselten mehrfach untereinander. Nachdem die beiden Letztgenannten jedoch zur Halbzeit des Rennens ausgeschieden waren, konnte sich Laffite die Podestplatzierung relativ unangefochten sichern. Der vierte Rang wurde von Scheckter eingenommen, der fünfte zunächst von Chris Amon. An dessen Ensign lockerte sich jedoch in der 52. Runde ein Rad, wodurch der Neuseeländer von der Strecke abkam und sich überschlug, ohne sich dabei zu verletzen. Alan Jones gelangte dadurch auf den fünften Rang vor Jochen Mass auf Rang sechs.

## Meldeliste
| Team                                | Nr. | Fahrer             | Chassis         | Motor                     | Reifen |
| ----------------------------------- | --- | ------------------ | --------------- | ------------------------- | ------ |
| Scuderia Ferrari SpA SEFAC          | 01  | Niki Lauda         | Ferrari 312T2   | Ferrari 015 3.0 F12       | G      |
| Scuderia Ferrari SpA SEFAC          | 02  | Clay Regazzoni     | Ferrari 312T2   | Ferrari 015 3.0 F12       | G      |
| Elf Team Tyrrell                    | 03  | Jody Scheckter     | Tyrrell P34     | Ford Cosworth DFV 3.0 V8  | G      |
| Elf Team Tyrrell                    | 04  | Patrick Depailler  | Tyrrell P34     | Ford Cosworth DFV 3.0 V8  | G      |
| John Player Team Lotus              | 05  | Mario Andretti     | Lotus 77        | Ford Cosworth DFV 3.0 V8  | G      |
| John Player Team Lotus              | 06  | Gunnar Nilsson     | Lotus 77        | Ford Cosworth DFV 3.0 V8  | G      |
| Martini Racing                      | 07  | Carlos Reutemann   | Brabham BT45    | Alfa Romeo 115-12 3.0 F12 | G      |
| Martini Racing                      | 08  | Carlos Pace        | Brabham BT45    | Alfa Romeo 115-12 3.0 F12 | G      |
| Beta Team March                     | 09  | Vittorio Brambilla | March 761       | Ford Cosworth DFV 3.0 V8  | G      |
| March Engineering                   | 10  | Ronnie Peterson    | March 761       | Ford Cosworth DFV 3.0 V8  | G      |
| March Engineering                   | 34  | Hans-Joachim Stuck | March 761       | Ford Cosworth DFV 3.0 V8  | G      |
| Ovoro Team March                    | 35  | Arturo Merzario    | March 761       | Ford Cosworth DFV 3.0 V8  | G      |
| Marlboro Team McLaren               | 11  | James Hunt         | McLaren M23     | Ford Cosworth DFV 3.0 V8  | G      |
| Marlboro Team McLaren               | 12  | Jochen Mass        | McLaren M23     | Ford Cosworth DFV 3.0 V8  | G      |
| Shadow Racing Team                  | 16  | Tom Pryce          | Shadow DN5B     | Ford Cosworth DFV 3.0 V8  | G      |
| Shadow Racing Team                  | 17  | Jean-Pierre Jarier | Shadow DN5B     | Ford Cosworth DFV 3.0 V8  | G      |
| Team Surtees                        | 18  | Brett Lunger       | Surtees TS19    | Ford Cosworth DFV 3.0 V8  | G      |
| Team Surtees                        | 19  | Alan Jones         | Surtees TS19    | Ford Cosworth DFV 3.0 V8  | G      |
| Walter Wolf Racing                  | 20  | Jacky Ickx         | Williams FW05   | Ford Cosworth DFV 3.0 V8  | G      |
| Walter Wolf Racing                  | 21  | Michel Leclère     | Williams FW05   | Ford Cosworth DFV 3.0 V8  | G      |
| Team Ensign                         | 22  | Chris Amon         | Ensign N176     | Ford Cosworth DFV 3.0 V8  | G      |
| Hesketh Racing                      | 24  | Harald Ertl        | Hesketh 308D    | Ford Cosworth DFV 3.0 V8  | G      |
| Penthouse Rizla Racing with Hesketh | 25  | Guy Edwards        | Hesketh 308D    | Ford Cosworth DFV 3.0 V8  | G      |
| Ligier Gitanes                      | 26  | Jacques Laffite    | Ligier JS5      | Matra MS73 3.0 V12        | G      |
| Citibank Team Penske                | 28  | John Watson        | Penske PC3      | Ford Cosworth DFV 3.0 V8  | G      |
| Copersucar-Fittipaldi               | 30  | Emerson Fittipaldi | Copersucar FD04 | Ford Cosworth DFV 3.0 V8  | G      |
| RAM Racing                          | 32  | Loris Kessel       | Brabham BT44B   | Ford Cosworth DFV 3.0 V8  | G      |
| RAM Racing                          | 33  | Patrick Nève       | Brabham BT44B   | Ford Cosworth DFV 3.0 V8  | G      |
| HB Bewaking Alarm Systems           | 37  | Larry Perkins      | Boro 001        | Ford Cosworth DFV 3.0 V8  | G      |

## Klassifikationen

### Startaufstellung
| Pos. | Fahrer             | Konstrukteur       | Zeit    | Ø-Geschwindigkeit | Start |
| ---- | ------------------ | ------------------ | ------- | ----------------- | ----- |
| 01   | Niki Lauda         | Ferrari            | 1:26,55 | 177,276 km/h      | 01    |
| 02   | Clay Regazzoni     | Ferrari            | 1:26,60 | 177,173 km/h      | 02    |
| 03   | James Hunt         | McLaren-Ford       | 1:26,74 | 176,887 km/h      | 03    |
| 04   | Patrick Depailler  | Tyrrell-Ford       | 1:26,91 | 176,541 km/h      | 04    |
| 05   | Vittorio Brambilla | March-Ford         | 1:26,93 | 176,501 km/h      | 05    |
| 06   | Jacques Laffite    | Ligier-Matra       | 1:27,14 | 176,075 km/h      | 06    |
| 07   | Jody Scheckter     | Tyrrell-Ford       | 1:27,19 | 175,974 km/h      | 07    |
| 08   | Chris Amon         | Ensign-Ford        | 1:27,54 | 175,271 km/h      | 08    |
| 09   | Carlos Pace        | Brabham-Alfa Romeo | 1:27,66 | 175,031 km/h      | 09    |
| 10   | Ronnie Peterson    | March-Ford         | 1:27,72 | 174,911 km/h      | 10    |
| 11   | Mario Andretti     | Lotus-Ford         | 1:27,75 | 174,851 km/h      | 11    |
| 12   | Carlos Reutemann   | Brabham-Alfa Romeo | 1:28,30 | 173,762 km/h      | 12    |
| 13   | Tom Pryce          | Shadow-Ford        | 1:28,37 | 173,625 km/h      | 13    |
| 14   | Jean-Pierre Jarier | Shadow-Ford        | 1:28,38 | 173,605 km/h      | 14    |
| 15   | Hans-Joachim Stuck | March-Ford         | 1:28,41 | 173,546 km/h      | 15    |
| 16   | Alan Jones         | Surtees-Ford       | 1:28,44 | 173,487 km/h      | 16    |
| 17   | John Watson        | Penske-Ford        | 1:28,44 | 173,487 km/h      | 17    |
| 18   | Jochen Mass        | McLaren-Ford       | 1:28,50 | 173,369 km/h      | 18    |
| 19   | Patrick Nève       | Brabham-Ford       | 1:28,80 | 172,784 km/h      | 19    |
| 20   | Larry Perkins      | Boro-Ford          | 1:28,81 | 172,764 km/h      | 20    |
| 21   | Arturo Merzario    | March-Ford         | 1:28,84 | 172,706 km/h      | 21    |
| 22   | Gunnar Nilsson     | Lotus-Ford         | 1:28,99 | 172,415 km/h      | 22    |
| 23   | Loris Kessel       | Brabham-Ford       | 1:29,09 | 172,221 km/h      | 23    |
| 24   | Harald Ertl        | Hesketh-Ford       | 1:29,40 | 171,624 km/h      | 24    |
| 25   | Michel Leclère     | Wolf-Williams-Ford | 1:29,46 | 171,509 km/h      | 25    |
| 26   | Brett Lunger       | Surtees-Ford       | 1:29,76 | 170,936 km/h      | 26    |
| DNQ  | Emerson Fittipaldi | Copersucar-Ford    | 1:29,81 | 170,841 km/h      | –     |
| DNQ  | Jacky Ickx         | Wolf-Williams-Ford | 1:30,61 | 169,332 km/h      | –     |
| DNQ  | Guy Edwards        | Hesketh-Ford       | 1:30,77 | 169,034 km/h      | –     |

### Rennen
| Pos. | Fahrer             | Konstrukteur       | Runden | Stopps | Zeit       | Start | Schnellste Runde |
| ---- | ------------------ | ------------------ | ------ | ------ | ---------- | ----- | ---------------- |
| 01   | Niki Lauda         | Ferrari            | 70     | 0      | 1:42:53,23 | 01    | 1:25,98          |
| 02   | Clay Regazzoni     | Ferrari            | 70     | 0      | + 3,46     | 02    | 1:26,41          |
| 03   | Jacques Laffite    | Ligier-Matra       | 70     | 0      | + 35,38    | 06    | 1:26,51          |
| 04   | Jody Scheckter     | Tyrrell-Ford       | 70     | 0      | + 1:31,00  | 07    | 1:27,87          |
| 05   | Alan Jones         | Surtees-Ford       | 69     | 0      | + 1 Runde  | 16    | 1:28,02          |
| 06   | Jochen Mass        | McLaren-Ford       | 69     | 0      | + 1 Runde  | 18    | 1:27,64          |
| 07   | John Watson        | Penske-Ford        | 69     | 0      | + 1 Runde  | 17    | 1:27,51          |
| 08   | Larry Perkins      | Boro-Ford          | 69     | 0      | + 1 Runde  | 20    | 1:28,52          |
| 09   | Jean-Pierre Jarier | Shadow-Ford        | 69     | 0      | + 1 Runde  | 14    | 1:28,53          |
| 10   | Tom Pryce          | Shadow-Ford        | 68     | 0      | + 2 Runden | 13    | 1:29,33          |
| 11   | Michel Leclère     | Wolf-Williams-Ford | 68     | 0      | + 2 Runden | 25    | 1:30,09          |
| 12   | Loris Kessel       | Brabham-Ford       | 63     | 1      | + 7 Runden | 23    | 1:30,89          |
| –    | Brett Lunger       | Surtees-Ford       | 62     | 0      | DNF        | 26    | 1:30,81          |
| –    | Carlos Pace        | Brabham-Alfa Romeo | 58     | 0      | DNF        | 09    | 1:28,93          |
| –    | Chris Amon         | Ensign-Ford        | 51     | 0      | DNF        | 08    | 1:27,62          |
| –    | James Hunt         | McLaren-Ford       | 35     | 0      | DNF        | 03    | 1:29,00          |
| –    | Hans-Joachim Stuck | March-Ford         | 33     | 0      | DNF        | 15    | 1:29,28          |
| –    | Harald Ertl        | Hesketh-Ford       | 31     | 0      | DNF        | 24    | 1:31,12          |
| –    | Patrick Depailler  | Tyrrell-Ford       | 29     | 0      | DNF        | 04    | 1:28,60          |
| –    | Mario Andretti     | Lotus-Ford         | 28     | 0      | DNF        | 11    | 1:27,05          |
| –    | Patrick Nève       | Brabham-Ford       | 26     | 0      | DNF        | 19    | 1:30,45          |
| –    | Arturo Merzario    | March-Ford         | 21     | 3      | DNF        | 21    | 1:30,33          |
| –    | Carlos Reutemann   | Brabham-Alfa Romeo | 17     | 0      | DNF        | 12    | 1:29,84          |
| –    | Ronnie Peterson    | March-Ford         | 16     | 0      | DNF        | 10    | 1:29,89          |
| –    | Gunnar Nilsson     | Lotus-Ford         | 7      | 0      | DNF        | 22    | 1:31,04          |
| –    | Vittorio Brambilla | March-Ford         | 6      | 0      | DNF        | 05    | 1:30,21          |

## WM-Stände nach dem Rennen
Die ersten sechs des Rennens bekamen 9, 6, 4, 3, 2 bzw. 1 Punkt(e). Es zählten nur die besten sieben Ergebnisse aus den ersten acht Rennen und die besten sieben Ergebnisse aus den letzten acht Rennen. In der Konstrukteurswertung zählte nur das Ergebnis des bestplatzierten Fahrers eines Teams.

### Fahrerwertung
| Pos. | Fahrer             | Konstrukteur               | Punkte |
| ---- | ------------------ | -------------------------- | ------ |
| 01   | Niki Lauda         | Ferrari                    | 39     |
| 02   | Clay Regazzoni     | Ferrari                    | 15     |
| 03   | James Hunt         | McLaren-Ford               | 15     |
| 04   | Patrick Depailler  | Tyrrell-Ford               | 10     |
| 05   | Jochen Mass        | McLaren-Ford               | 8      |
| 06   | Jody Scheckter     | Tyrrell-Ford               | 8      |
| 07   | Jacques Laffite    | Ligier-Matra               | 7      |
| 08   | Tom Pryce          | Shadow-Ford                | 4      |
| 09   | Gunnar Nilsson     | Lotus-Ford                 | 4      |
| 10   | Carlos Reutemann   | Brabham-Alfa Romeo         | 3      |
| 11   | Hans-Joachim Stuck | March-Ford                 | 3      |
| 12   | Chris Amon         | Ensign-Ford                | 2      |
| 13   | John Watson        | Penske-Ford                | 2      |
| 14   | Alan Jones         | Surtees-Ford               | 2      |
| 15   | Mario Andretti     | Lotus-Ford / Parnelli-Ford | 1      |
| 16   | Emerson Fittipaldi | Copersucar-Ford            | 1      |
| 17   | Carlos Pace        | Brabham-Alfa Romeo         | 1      |

| Pos. | Fahrer             | Konstrukteur            | Punkte |
| ---- | ------------------ | ----------------------- | ------ |
| 18   | Jean-Pierre Jarier | Shadow-Ford             | 0      |
| 19   | Jacky Ickx         | Wolf-Williams-Ford      | 0      |
| 20   | Vittorio Brambilla | March-Ford              | 0      |
| 21   | Larry Perkins      | Boro-Ford               | 0      |
| 22   | Renzo Zorzi        | Wolf-Williams-Ford      | 0      |
| 23   | Bob Evans          | Lotus-Ford              | 0      |
| 24   | Ronnie Peterson    | Lotus-Ford / March-Ford | 0      |
| 25   | Michel Leclère     | Wolf-Williams-Ford      | 0      |
| 26   | Ingo Hoffmann      | Copersucar-Ford         | 0      |
| 27   | Brett Lunger       | Surtees-Ford            | 0      |
| 28   | Loris Kessel       | Brabham-Ford            | 0      |
| 29   | Lella Lombardi     | March-Ford              | 0      |
| 30   | Harald Ertl        | Hesketh-Ford            | 0      |
| –    | Ian Ashley         | B.R.M.                  | 0      |
| –    | Ian Scheckter      | Tyrrell-Ford            | 0      |
| –    | Arturo Merzario    | March-Ford              | 0      |
| –    | Patrick Nève       | Brabham-Ford            | 0      |

### Konstrukteurswertung
| Pos. | Konstrukteur       | Punkte |
| ---- | ------------------ | ------ |
| 01   | Ferrari            | 42     |
| 02   | McLaren-Ford       | 19     |
| 03   | Tyrrell-Ford       | 16     |
| 04   | Ligier-Matra       | 7      |
| 05   | Lotus-Ford         | 4      |
| 06   | Shadow-Ford        | 4      |
| 07   | Brabham-Alfa Romeo | 3      |
| 08   | March-Ford         | 3      |
| 09   | Ensign-Ford        | 2      |

| Pos. | Konstrukteur       | Punkte |
| ---- | ------------------ | ------ |
| 10   | Penske-Ford        | 2      |
| 11   | Surtees-Ford       | 2      |
| 12   | Parnelli-Ford      | 1      |
| 13   | Copersucar-Ford    | 1      |
| 14   | Wolf-Williams-Ford | 0      |
| 15   | Hesketh-Ford       | 0      |
| 16   | Boro-Ford          | 0      |
| 17   | Brabham-Ford       | 0      |
| –    | B.R.M.             | 0      |